# Many (Louisiane)
Pour les articles homonymes, voir Many (homonymie).
La ville de Many est le siège de la paroisse de Sabine, dans l'ouest de l’État de la Louisiane, aux États-Unis. Sa population était de 2 706 habitants au recensement de 2010, en baisse 6 % par rapport à la population de l'an 2000.

## Histoire
La ville est nommée ainsi en l'honneur du colonel John B. Many, un officier commandant le fort Jesup non loin,.
La ville est fondée au XIXe siècle et voit arriver plusieurs immigrants venus de Belgique.

## Géographie
Selon le Bureau du recensement des États-Unis, la ville a une superficie totale de 8 km2, entièrement constituée de terres.

## Démographie
Selon le recensement des États-Unis de 2010, 2 853 personnes résidaient dans la ville. La composition raciale de la ville était la suivante : 48,1 % de Noirs, 44,3 % de Blancs, 1,5 % d'Amérindiens, 0,7 % d'Asiatiques et 2,6 % de deux races ou plus. 2,8 % étaient hispaniques ou latinos, quelle que soit leur race.
La densité de population est de 356,4 personnes par km². Il y avait 1 272 unités de logement pour une densité moyenne de 156,9 par km².
Il y avait 1 073 ménages, dont 32,2 % avaient des enfants de moins de 18 ans vivant avec eux, 34,6 % étaient des couples mariés vivant ensemble, 23,9 % avaient une femme chef de ménage sans mari et 38,3 % étaient hors famille. 34,8 % de tous les ménages étaient composés de particuliers et 15,6 % comptaient une personne seule âgée de 65 ans ou plus. La taille moyenne des ménages était de 2,41 et celle des familles de 3,14.
Dans la ville, la population était répartie comme suit : 26,5 % de moins de 18 ans, 10,8 % de 18 à 24 ans, 23,7 % de 25 à 44 ans, 20,9 % de 45 à 64 ans et 18,0 % de 65 ans ou plus. L'âge médian était de 36 ans. Pour 100 femmes, il y avait 82,4 hommes. Pour 100 femmes de 18 ans et plus, il y avait 76,3 hommes.
Le revenu médian d'un ménage de la ville était de 20 000 $ et celui d'une famille était de 24 329 $. Le revenu médian des hommes était de 28 500 $ contre 15 870 $ pour les femmes. Le revenu par habitant de la ville était de 12 153 $. Environ 28,4 % des familles et 35,5 % de la population vivaient sous le seuil de pauvreté, dont 46,7 % des moins de 18 ans et 26,3 % des 65 ans et plus.

## Point d'intérêt
La ville est située à 24 km au nord du parc d'État Hodges Gardens.

## Personnalités
- Frances Northcutt (1943-), avocate ayant commencé sa carrière professionnelle comme calculateur humain à la NASA, est née à Many.

## Galerie

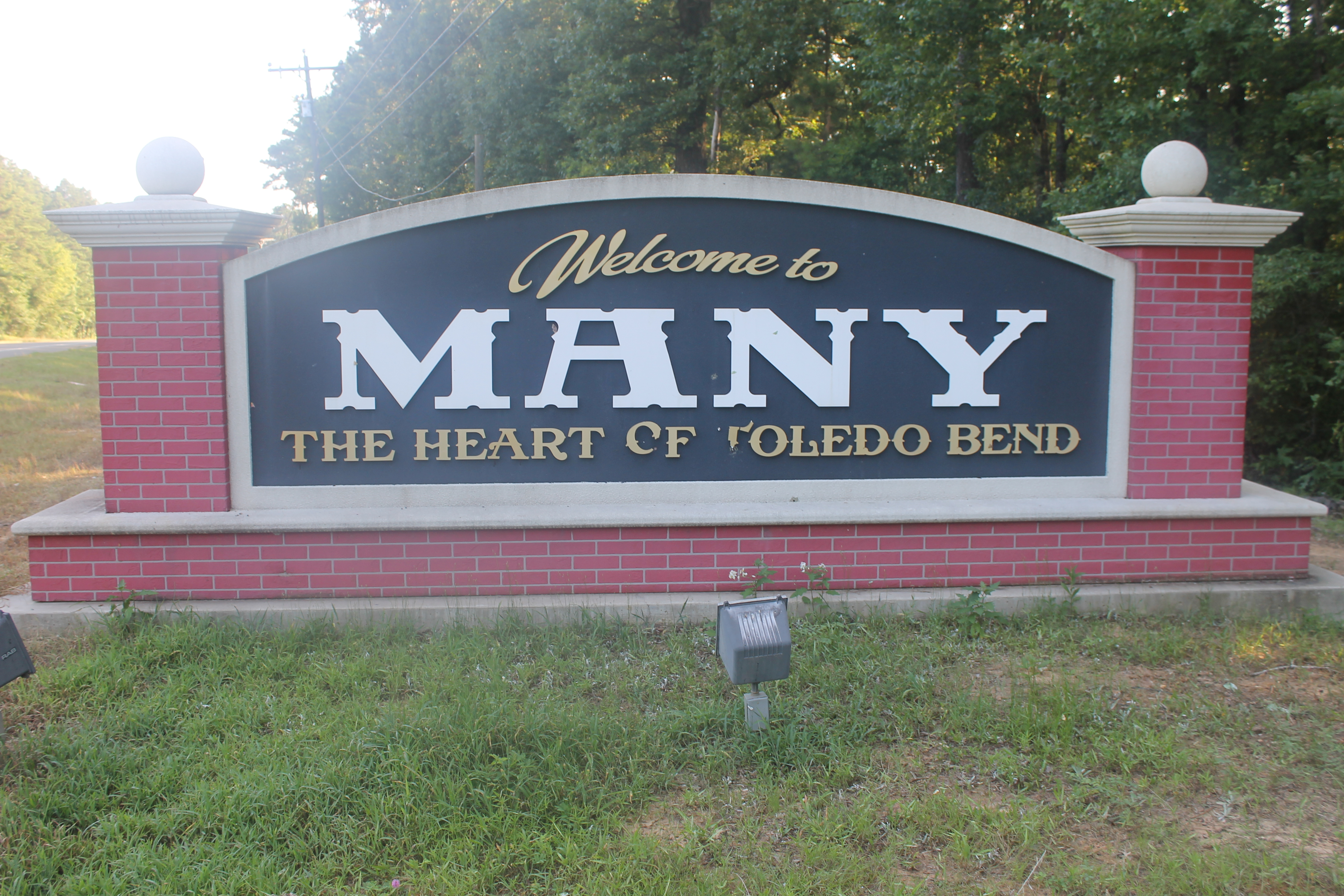
Signe de bienvenue de la ville
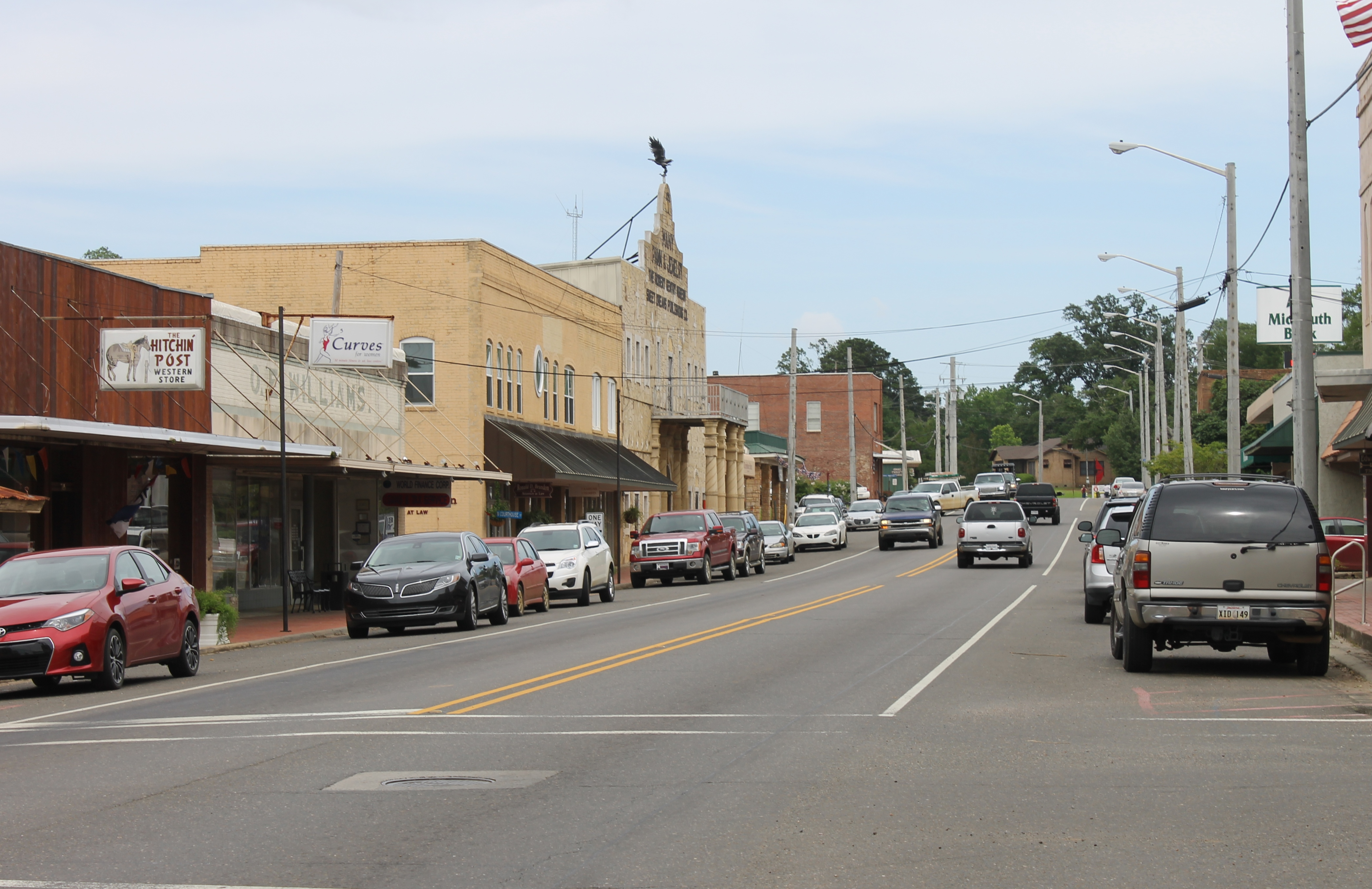
Le centre-ville
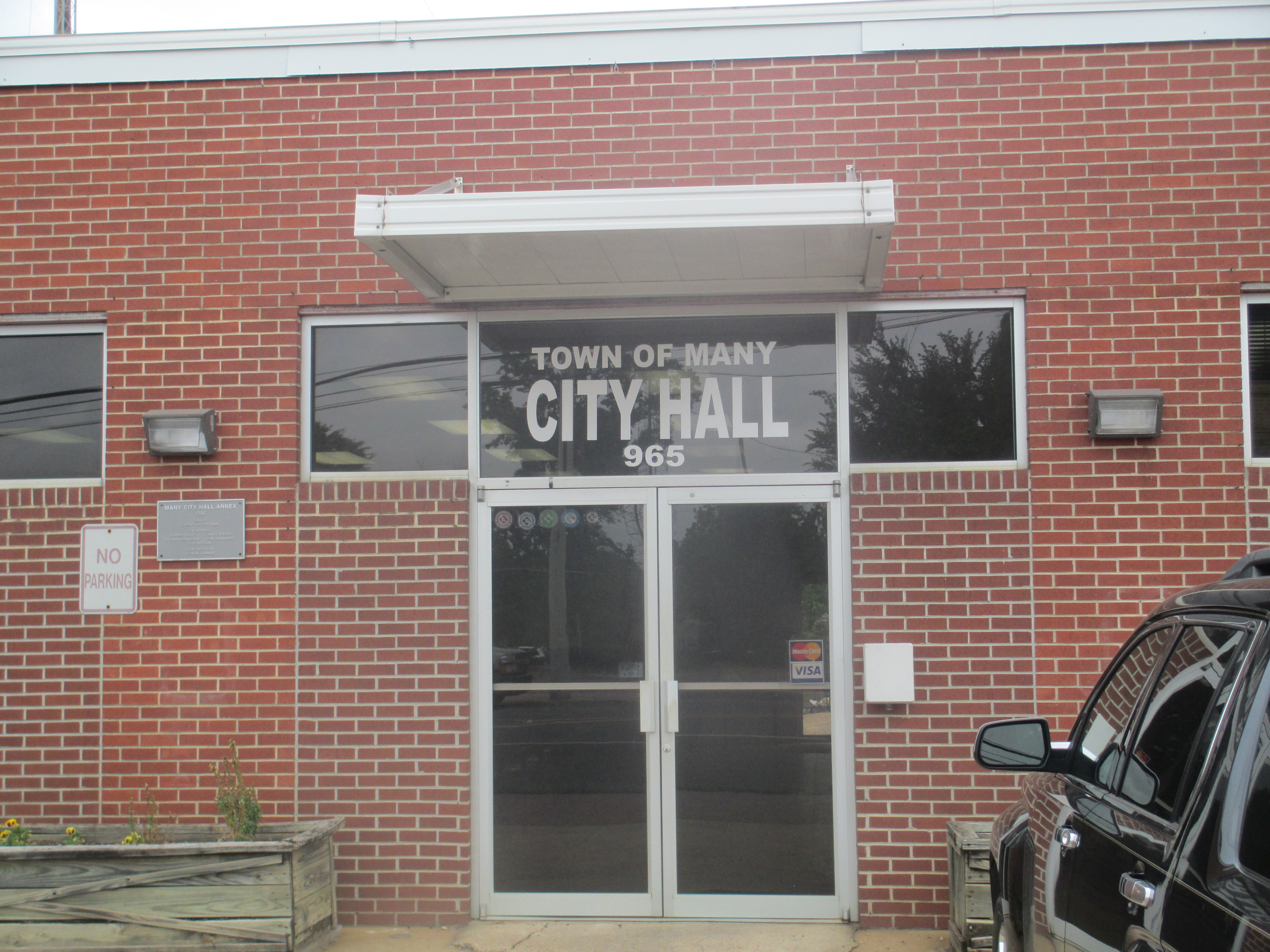
Hôtel de ville
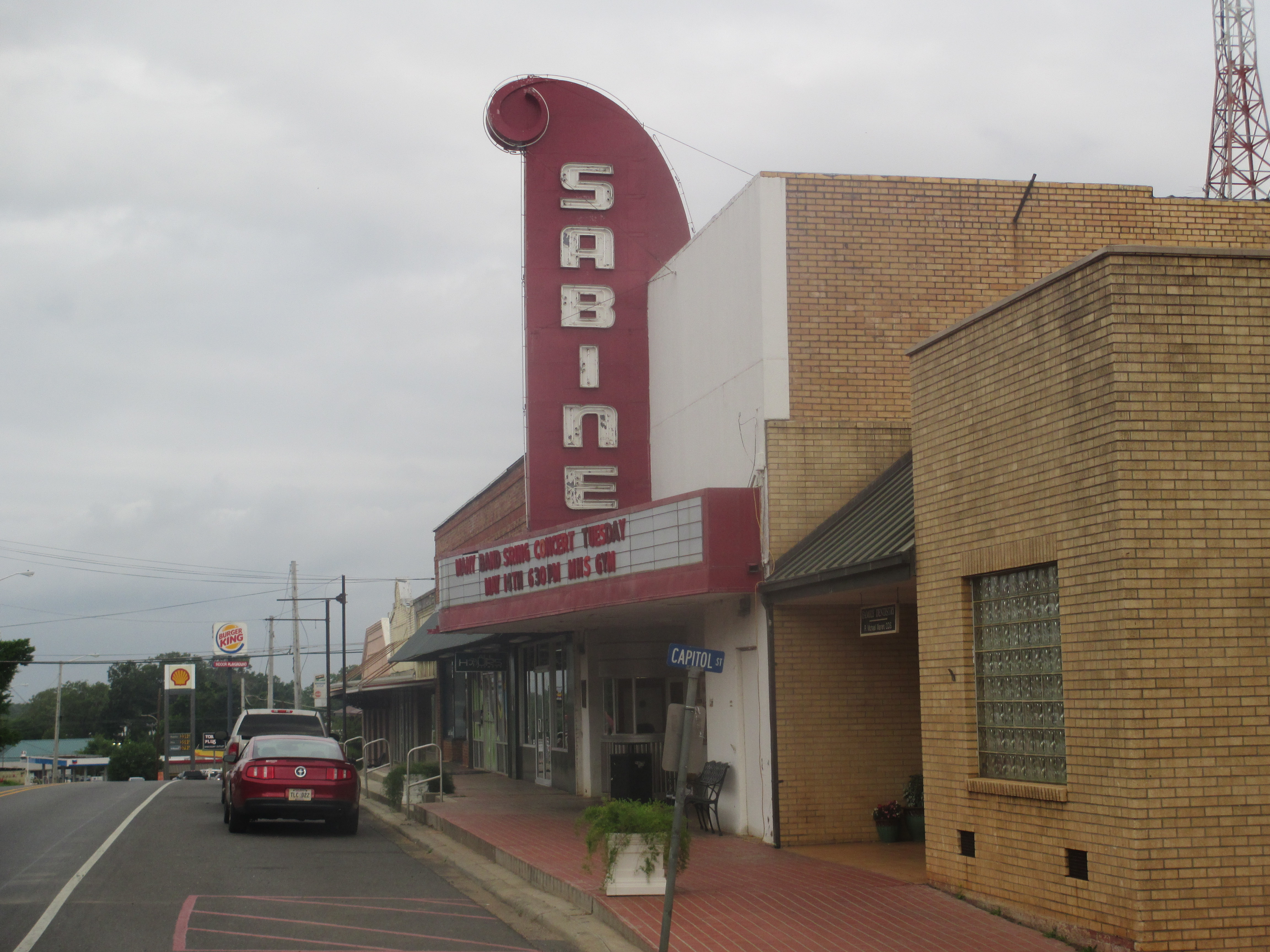
Cinéma Sabine
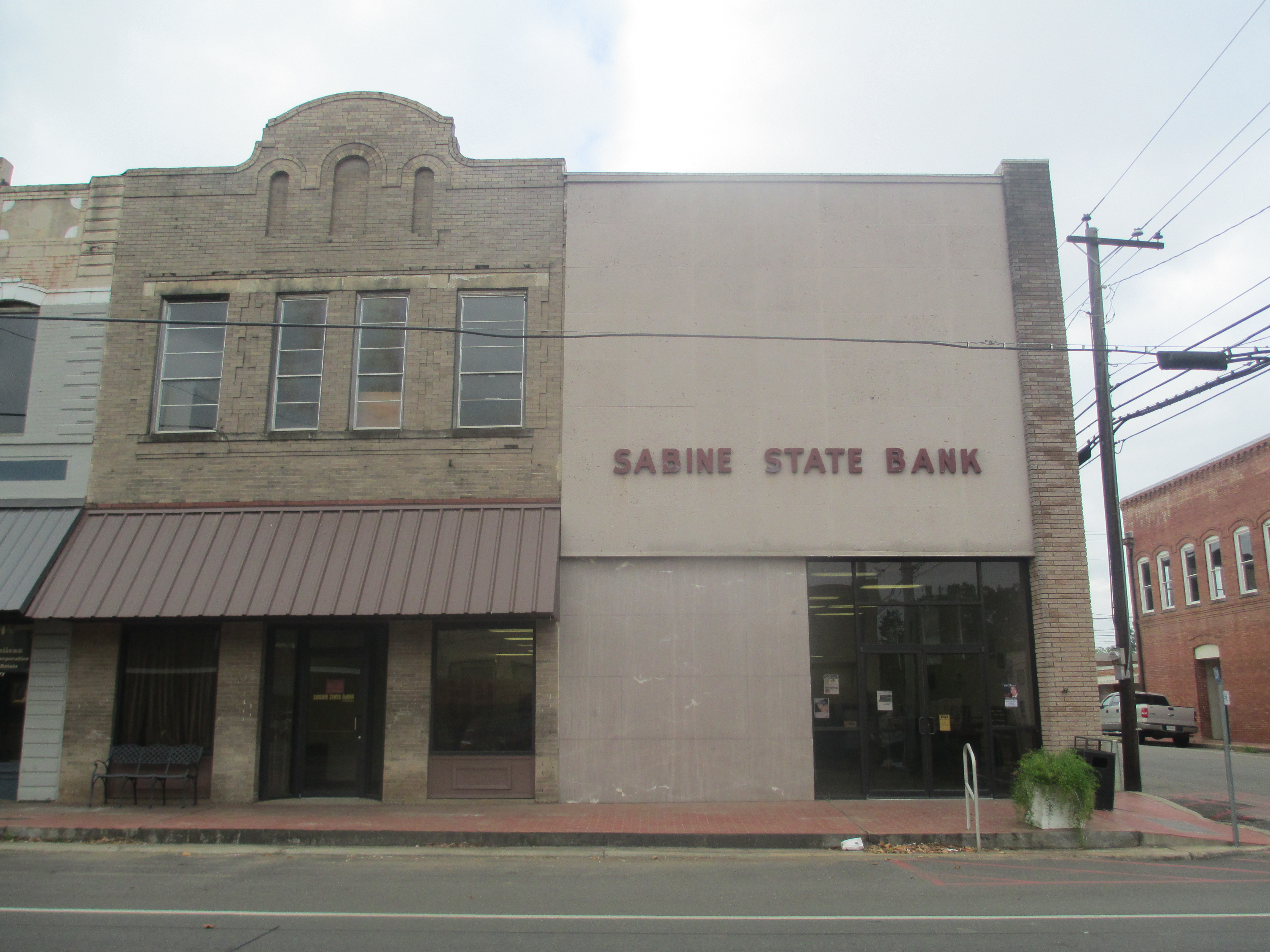
Banque d'État Sabine